# 圣欧伯圣殿

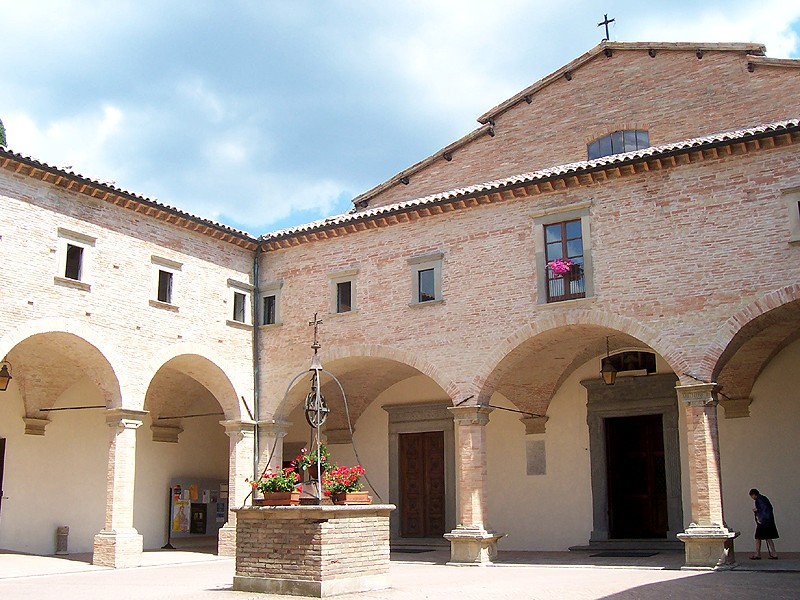

圣欧伯圣殿（Basilica di Sant'Ubaldo）是一座罗马天主教宗座圣殿，位于 意大利中部翁布里亚大区的古比奥 Ingino山顶，建于16世纪初。堂内保存有该城主保圣人、12世纪该城主教圣欧伯的遗体。

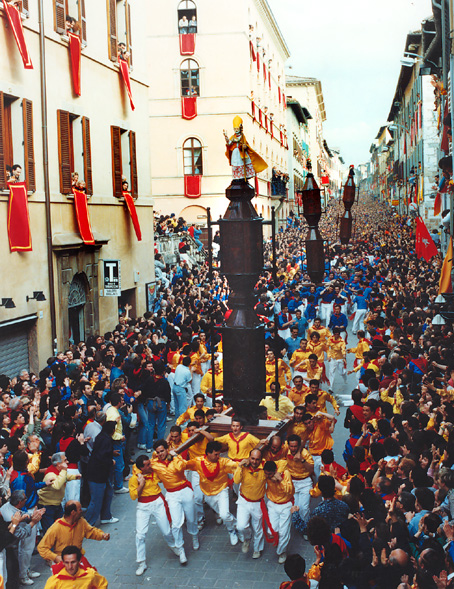
La Corsa dei Ceri

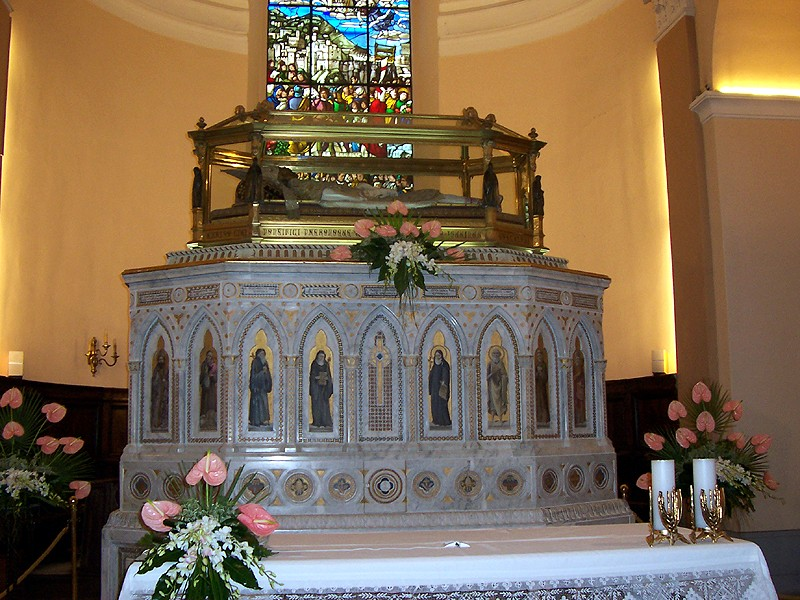